# Nije ljubav stvar
A Nije ljubav stvar (magyarul: A szerelem nem egy tárgy) egy dal, amely Szerbiát képviselte a 2012-es Eurovíziós Dalfesztiválon. A dalt a szerb Željko Joksimović adta elő szerbül.
A dalt 2012. március 10-én egy speciális műsor kereteiben mutatták be a szerb közszolgálati televízión, mivel korábban az énekest egy belső zsűri jelölte ki arra a feladatra, hogy képviselje hazáját az Eurovíziós Dalfesztiválon. Zenéjét maga az előadó szerezte, míg a szövegét Marina Tucakovićnak köszönheti.
Az Eurovíziós Dalfesztiválon a dalt először a május 24-én rendezett második elődöntőben adták elő, a fellépési sorrendben elsőként, a macedón Kaliopi Crno i belo című dala előtt. Az elődöntőben 159 ponttal a második helyen végzett, így továbbjutott a döntőbe.
A május 26-án rendezett döntőben a fellépési sorrendben huszonnegyedikként adták elő, az ír Jedward Waterline című dala után és az ukrán Gaitana Be My Guest című dala előtt. A szavazás során 214 pontot kapott, mely a 3. helyet helyet jelentette a 26 fős mezőnyben. A maximális 12 pontot négy országtól, Bulgáriától, Horvátországtól, Montenegrótól és Szlovéniától kapta meg.
A következő szerb induló a Moje 3 volt Ljubav je svuda című dalukkal a 2013-as Eurovíziós Dalfesztiválon.